# Банкер, Эдвард
Эдвард Банкер (англ. Edward Bunker, 31 декабря 1933, Голливуд, США — 19 июля 2005, Бербанк, США) — американский писатель, сценарист, актёр. Написал сценарии к фильмам: «Испытательный срок», «Поезд-беглец», «Зверофабрика». Автор романа «И пожрёт пёс пса…».

## Биография
Мать Эдварда Банкера была танцовщицей, снимавшейся в фильмах Басби Беркли, отец — рабочим сцены, имевшим проблемы с алкоголем. Когда Эдварду было четыре года, его родители развелись, воспитанием ребёнка занималась его тётка. Из-за магазинной кражи Банкер попал в приёмную семью, в 12 лет он впервые был помещён в подростковое исправительное учреждение, затем его отправляли в учреждения со всё более строгим режимом. В 1951 году, когда ему было 17 лет, Банкер стал самым молодым заключённым тюрьмы Сан-Квентин. Там он оказался после того, как напал с ножом на охранника детской колонии, а после сбежал из окружной тюрьмы Лос-Анджелеса.
Находясь в тюрьме, Банкер вдохновился историей Кэрила Чессмена, убийцы, ставшего писателем, обзавёлся печатной машинкой и начал писать. Дополнительными источниками вдохновения для него были также побывавшие в заключении писатели Фёдор Достоевский и Мигель Сервантес. Однако после выхода на свободу в 1955 году Банкер вернулся к преступной деятельности, в числе прочего занимался организацией ограблений и подделкой чеков. Около года он был в бегах и числился в списке самых разыскиваемых преступников ФБР. После ареста он был приговорён к 18 годам тюремного заключения. В тюрьме Банкер написал роман «Человек человеку волк», вышедший в 1973 году. Героем произведения является бывший уголовник, испытывающий проблемы с адаптацией к жизни на воле. В 1977 году по роману был поставлен фильм «Испытательный срок», главную роль в котором исполнил Дастин Хоффман. Сам Банкер, уже вышедший на свободу, участвовал в работе над фильмом в качестве соавтора сценария, а также исполнил небольшую роль.
Тем преступности и жизни в тюрьме Банкер касался и в романах «Зверофабрика» (1977) и «Грустный парень» (1981). Последний, являющийся во многом автобиографическим, был сочтён критиками слишком затянутым и не имел успеха. После этого Банкер долгое время не возвращался к писательской деятельности. Вместо этого он писал сценарии к фильмам и консультировал кинематографистов. Также на счету Банкера больше двух десятков ролей в кино. Одна из самых известных — мистер Синий в фильме Квентина Тарантино «Бешеные псы». Сам Тарантино был знаком с творчеством Банкера со времён своей работы в кинопрокате, когда посмотрел «Испытательный срок», узнал о его авторе и вдохновился его историей.
В 1997 году, после шестнадцатилетнего перерыва, вышел роман Банкера «И пожрёт пёс пса…». В 1999 году он опубликовал мемуары под названием «Мистер Синий» (также известный как «Образование уголовника»). Всего Банкер написал шесть романов и несколько десятков рассказов. По трём его романам были сняты фильмы — «Испытательный срок» (1977), «Зверофабрика» (2000) и «И пожрёт пёс пса…» (2016), кроме того, Банкер является автором диалогов к фильму «Поезд-беглец» (1985).

## Личная жизнь
В 1979 году Банкер женился на юристке Дженнифер Стил, на момент смерти Эдварда они были в разводе. В 1994 году у них родился сын Брэндон.
Банкер был близким другом и наставником актёра Дэнни Трехо, с которым познакомился в 1962 году. Тогда Трехо со своим дядей проворачивали ограбление, спланированное Банкером. Позже они вместе отбывали заключение в Сент-Квентин, где Трехо стал чемпионом тюрьмы по боксу. Помня об этом, в 1985 году Банкер пригласил Трехо на площадку фильма «Поезд-беглец», чтобы тот тренировал актёра Эрика Робертса. Вскоре Трехо и сам получил небольшую роль в этом фильме, а впоследствии снялся ещё в нескольких сотнях фильмов.

## Избранная фильмография
| Год  |   | Русское название   | Оригинальное название | Роль          |
| ---- | - | ------------------ | --------------------- | ------------- |
| 1978 | ф | Испытательный срок | Straight Time         | Микки         |
| 1985 | ф | Поезд-беглец       | Runaway Train         | Иона          |
| 1987 | ф | Стыдливые люди     | Shy People            | Чак           |
| 1989 | ф | Танго и Кэш        | Tango & Cash          | Капитан Холмс |
| 1991 | ф | Бешеные псы        | Reservoir Dogs        | Мистер Синий  |
| 2000 | ф | Зверофабрика       | Animal Factory        | Buzzard       |